# Oncopsis lata
Oncopsis lata är en insektsart som beskrevs av Hamilton 1983. Oncopsis lata ingår i släktet Oncopsis och familjen dvärgstritar. Inga underarter finns listade i Catalogue of Life.